# Udalrich I. von Scheyern
Udalrich I. von Scheyern (auch Ulrich) († 1130) war Graf von Scheyern und Vogt von Freising.

## Leben

### Herkunft
Udalrich I. von Scheyern war Sohn von Ekkehard I. von Scheyern und Richgard von Krain-Orlamünde und Bruder von Otto V. von Scheyern und Ekkehard II. von Scheyern.

### Wirken
Er schenkte um 1120 seine Güter Inchenhofen und Adlungistorf an das Hochstift Freising.
Er war von 1123 bis zu seinem Tode Schutzvogt von Freising und Weihenstephan. Von ihm sind weder Ehefrau noch Kinder überliefert.